# Washington Capitals
Washington Capitals er et professionelt ishockeyhold der spiller i den bedste nordamerikanske række NHL. Klubben spiller sine hjemmekampe i Capital One Arena i Washington, D.C., USA. Klubben har været i Stanley Cup-finalen to gange, første gang i sæsonen 1997-98 hvor man dog tabte klart med 4-0 i kampe til Detroit Red Wings. Bedre gik det i sæsonen 2017-18, hvor holdet vandt 4-1 over Vegas Golden Knights.

## Nuværende spillertrup (2017-18)
Pr. 1. maj 2018.
Målmænd
- 1  Pheonix Copley
- 31  Philipp Grubauer
- 70  Braden Holtby

Backer
- 22  Madison Bowey
- 74  John Carlson
- 29  Christian Djoos
- 28  Jakub Jerabek
- 6  Michal Kempny
- 2  Matt Niskanen
- 9  Dmitrij Orlov
- 44  Brooks Orpik – A

Centerspillere
- 19  Nicklas Bäckström – A
- 72  Travis Boyd
- 92  Evgenij Kuznetsov
- 64  Brian Pinho
- 18  Chandler Stephenson

Forwards
- 8  Alexander Ovechkin – C
- 65  Andre Burakovsky
- 63  Shane Gersich
- 25  Devante Smith-Pelly
- 17  Chris Clark
- 20  Lars Eller
- 13  Jakub Vrana
- 79  Nathan Walker
- 83  Jay Beagle
- 39  Alex Chiasson
- 10  Brett Connolly
- 77  T.J. Oshie
- 43  Tom Wilson

## 'Fredede' numre
- 5 Rod Langway, D, 1982-93, nummer fredet 26. november, 1997
- 7 Yvon Labre, D, 1974-81, nummer fredet 22. november, 1980
- 32 Dale Hunter, C, 1987-99, nummer fredet 11. marts, 2000
- 99 Wayne Gretzky, nummer fredet i hele NHL 6. februar, 2000